# Sajid-Ahmad I
Sajid-Ahmad I (tatar. Səyetəxmət; Сәетәхмәт; ur. na terenie Wielkiego Księstwa Litewskiego, zm. po 1455 w Kownie) – chan Złotej Ordy rządzący w latach 1432–1455. Według innych źródeł sprawował władzę od 1427 lub 1433 do 1455 roku.

## Pochodzenie
Turecki historyk Halim Geraj uważa, że był stryjecznym wujkiem pierwszego krymskiego chana Hadżi Gireja, czyli synem Tochtamysza. W "Mu'izz al-ansab" jest natomiast uznawany za jednego z synów Tochtamysza. W korespondencji wymienionej między Świdrygiełłem, a królem Władysławem Jagiełłą, książę litewski wspomina o nim pisząc, że znajduje się przy nim syn tatarskiego imperatora. Natomiast w liście do wielkiego mistrza zakonu krzyżackiego litewski władca nazywa Sajida "Sydachmatch Bexubowitz". W opinii rosyjskiego historyka Wadima Triepawłowa urodził się oraz dorastał na Litwie.

## Działalność
Prowadził szereg wojen i łupieżczych napadów, w tym na ziemie korony polskiej. M. in. w czerwcu 1438 r. jego oddziały napadły niespodziewanie na koronne Podole i Ruś, co zmusiło króla Władysława III do wysłania tam znacznych sił. W ciężkiej bitwie z Ordą na Krasnym Polu padło wówczas wielu wybitnych rycerzy, w tym wojewoda podolski Michał Buczacki, kasztelan halicki Jan Kola z Dalejowa (starszy), Skarbek z Góry czy Mikołaj Giza. Była to - jak notował Jan Długosz - ...żałobna, pamiętna dla przyszłych wieków Polski, klęska.